# Dầu thô chua
Dầu thô chua là dầu thô chứa một lượng lớn tạp chất lưu huỳnh. Người ta thường tìm thấy dầu thô chứa một số tạp chất. Khi tổng mức lưu huỳnh trong dầu lớn hơn 0,5%, dầu này được gọi là "chua".
Các tạp chất cần phải được loại bỏ trước khi loại dầu thô chất lượng thấp hơn này có thể được tinh chế thành xăng, do đó làm tăng chi phí xử lý. Điều này dẫn đến một loại xăng có giá cao hơn so với xăng làm từ dầu thô ngọt.
Các quy định môi trường hiện hành ở Hoa Kỳ hạn chế nghiêm ngặt hàm lượng lưu huỳnh trong nhiên liệu tinh chế như dầu diesel và xăng.
Phần lớn lưu huỳnh trong dầu thô là trong liên kết với các nguyên tử carbon, với một lượng nhỏ xảy ra dưới dạng lưu huỳnh nguyên tố trong dung dịch và dưới dạng khí hydro sulfide. Dầu thô chua có thể mang tính độc hại và ăn mòn, đặc biệt là khi dầu này chứa hàm lượng hydro sulfide cao hơn, gây nguy hiểm cho hô hấp. Ở nồng độ thấp, khí này tạo cho dầu thô chua một mùi trứng thối. Vì lý do an toàn, dầu thô chua cần được ổn định bằng cách loại bỏ khí hydro sulfide (H2S) ra khỏi nó trước khi được tàu chở dầu vận chuyển đi.
Vì dầu thô chua phổ biến hơn dầu thô ngọt ở vùng Vịnh Mexico của Hoa Kỳ, Platts đã ra mắt vào tháng 3 năm 2009 với một tiêu chuẩn dầu thô chua mới được gọi là "Tiêu chuẩn dầu thô của Mỹ (ACM)". Dubai Crude và Oman Crude, cả hai loại dầu thô chua, đã được sử dụng làm chất đánh dấu chuẩn dầu thô cho dầu thô Trung Đông trong một thời gian.
Các nhà sản xuất chính của dầu thô chua bao gồm:
- Bắc Mỹ: Alberta (Canada), phần của Hoa Kỳ thuộc Vịnh Mexico, Alaska và México.
- Nam Mỹ: Venezuela, Colombia và Ecuador.
- Trung Đông: Ả Rập Saudi, Iraq, Kuwait, Iran, Syria và Ai Cập.[1]